# Wnioskowanie na podstawie przypadków
Wnioskowanie na podstawie przypadków (spotyka się również określenie wnioskowanie na podstawie przykładów) (ang. case-based reasoning) to technika wykorzystująca uczenie maszynowe, która polega na generowaniu rozwiązania dla nowo postawionego zagadnienia poprzez wyszukanie w bazie przypadków gotowych już rozwiązań dla podobnych zagadnień.